# مسار 2020

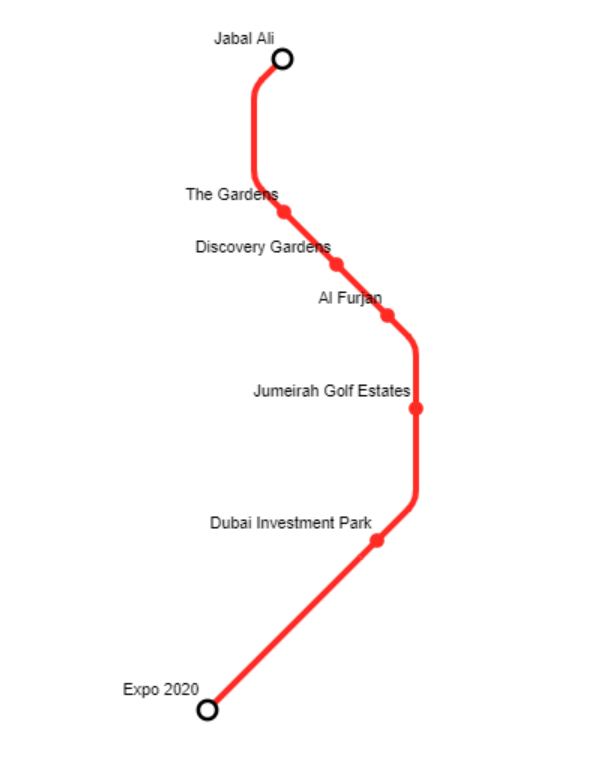
مسار 2020

مسار 2020 (بالإنجليزية: Route 2020)‏؛ هو خط مترو فرعي لشبكة مترو دبي ضمن قطاع النقل في دبي في الإمارات العربية المتحدة. يربط المسار الخط الأحمر لمترو دبي على طريق الشيخ زايد بموقع إكسبو 2020. يبلغ طول المسار  15 كلم، منها 11.8 فوق مستوى سطح الأرض، و3.2 تحت مستوى سطح الأرض، ويضم المسار سبع محطات منها تبادلية مع الخط الأحمر، وأيقونية في موقع إكسبو 2020، وثلاث علوية ومحطتان نفقيتان.
في عام 2021 افتتح أربع محطات على المسار  هي: جبل علي (محطة انتقالية مع الخط الأحمر)، والحدائق، وديسكفري جاردنز، والفرجان.
ويخدم المسار  مناطق ذات كثافة سكانية عالية، يقدر تعدادها بأكثر من 270 ألف نسمة، وتضم مناطق الحدائق، وديسكفري جاردنز، والفرجان، وعقارات جميرا للغولف، ومجمع دبي للاستثمار، إلى جانب موقع معرض إكسبو